# Katastrofa w Witkowicach

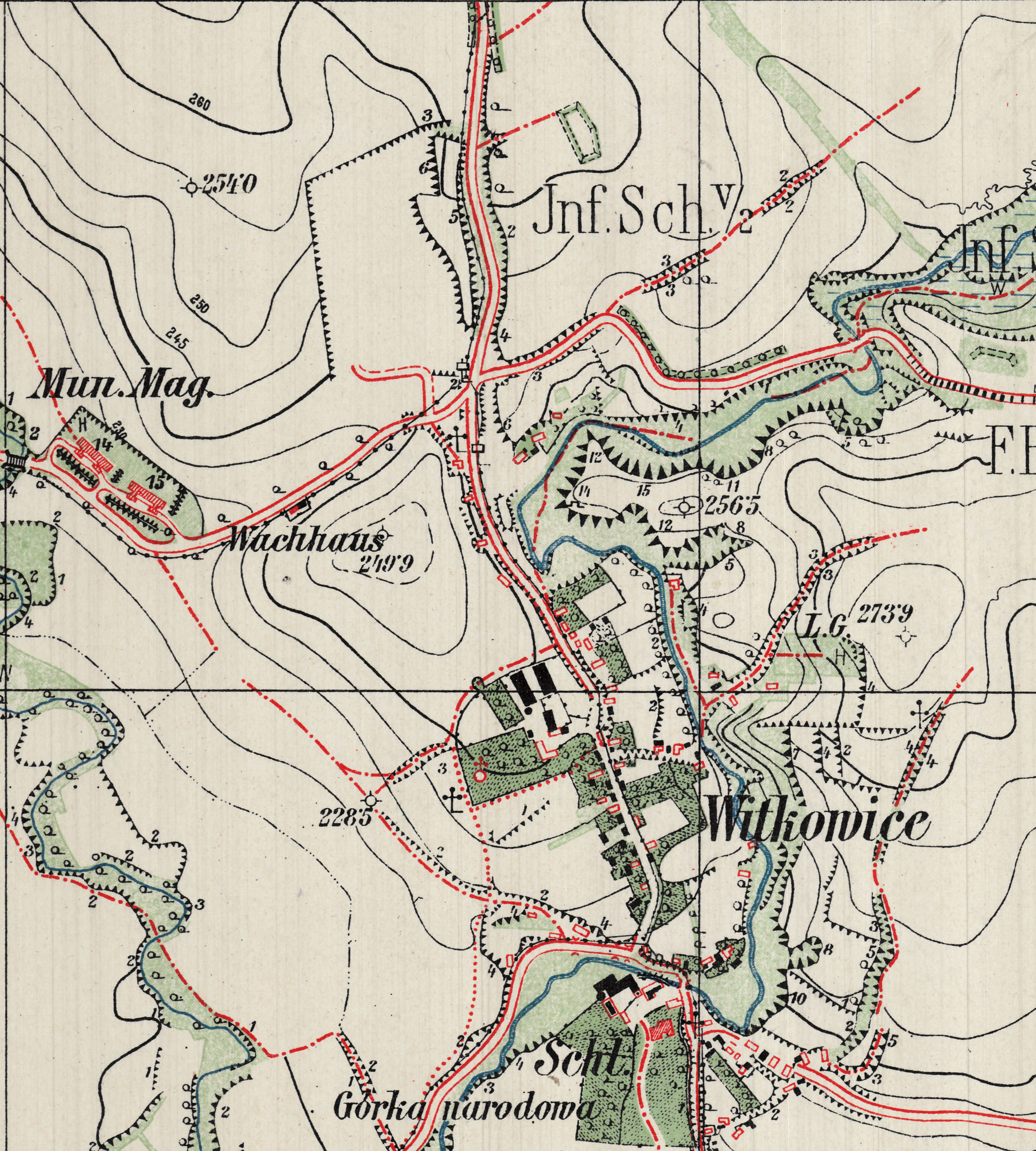
Położenie magazynów amunicji (Mun. Mag.) na mapie Witkowic. Szpital okulistyczny, jeszcze nieistniejący, leżał przy skrzyżowaniu dróg na wschód od prochowni

Katastrofa w Witkowicach – katastrofa, która miała miejsce w niedzielę 5 czerwca 1927 roku, na terenie prochowni użytkowanej przez Wojsko Polskie, usytuowanej w Witkowicach pod Krakowem (obecnie w granicach miasta). Jej przyczyną była eksplozja amunicji saperskiej, prochu bezdymnego i kwasu pikrynowego, spowodowana przez rozkład prochu bezdymnego pod wpływem temperatury i działania powietrza w następstwie trwających od kilku dni upałów, ewentualnie wskutek cichego wyładowania elektrycznego podczas burzy.

## Przebieg i skutki katastrofy
W dzień Zielonych Świąt – niedzielę 5 czerwca 1927 roku – około godziny 10:28 na terenie prochowni, usytuowanej w Witkowicach, w odległości 5 km od Rynku Głównego w Krakowie doszło do eksplozji amunicji saperskiej, prochu bezdymnego i beczek z kwasem pikrynowym, przechowywanych w dwóch magazynach. Obiekty oddalone były od siebie o 20–30 m i oddzielone wałem ziemnym. Pierwsza eksplozja miała miejsce w magazynie z amunicją saperską. Po eksplozji pożar objął beczki z kwasem pikrynowym, zgromadzone w drugim magazynie, które eksplodowały.
Śmierć na miejscu katastrofy poniósł wartownik, kanonier Józef Wawro, a ciężkich obrażeń ciała doznał dowódca warty, kapral Jan Nierząd (obaj z 6 Pułku Artylerii Polowej). Kilku żołnierzy, którzy z narażeniem życia zdołali usunąć część beczek z kwasem pikrynowym, odniosło lżejsze obrażenia. Ogólna liczba rannych wyniosła 486 osób, z których 130 opatrzono, a 356 hospitalizowano, w tym 115 dzieci. Ciężkich obrażeń ciała doznało 35 osób, w tym 12 dzieci. Większość poszkodowanych odniosła obrażenia oczu od odłamków szklanych. Poza tym poszukiwano 80 dzieci z zakładu chorych na jaglicę w Witkowicach, które rozbiegły się po eksplozji. W czasie katastrofy przebywało tam na leczeniu 400 dziewcząt. Dzieci ewakuowano z zachowaniem niezbędnego reżimu sanitarnego. Jak podawał „Czas” stare baraki, położone „o dwadzieścia kilka kroków” od prochowni, w których zakwaterowane były dziewczęta, uległy zupełnemu zniszczeniu. Rzeczywisty dystans wynosił ponad 200 m, ale drewniane baraki zostały zupełnie zniszczone, a dzieci tymczasowo zamieszkały w wojskowych koszarach przy ulicy Lubicz. Nowe, murowane budynki wzniesiono w ciągu pół roku.
Eksplozja wywołała panikę wśród mieszkańców Krakowa, a w szczególności wśród wiernych zgromadzonych w świątyniach na świątecznych nabożeństwach. Panice towarzyszyły pogłoski o trzęsieniu ziemi. W okolicznych miejscowościach ludność wraz z dobytkiem w pierwszej chwili schroniła się na polach.
Straty materialne, poza wspomnianym zakładem chorych w Witkowicach, obejmowały:
- w Prądniku Czerwonym, wraz z Olszą, zostało zniszczonych w 30% dachy domów krytych dachówką, szyby w 20%,
- w gminie Zielonki ucierpiało ogółem 50% zabudowań, m.in. w 30 domach zostały wyrwane okna i drzwi, w miejscowym kościele zniszczony został zabytkowy witraż z XV wieku,
- w gminie Prądnik Biały szkody w budynkach gospodarskich wyniosły około 65 tys. zł,
- w gminie Witkowice, przysiółek Górka Narodowa, szkody w budynkach oraz dworze należącym do Buszczyńskich wyceniono na około 92 tys. zł, ponadto zniszczona została stacja doświadczalna produkcji nasion, wartości (nieoszacowanej) około 20 tys. $,
- we właściwej gminie Witkowice zniszczonych zostało 83 domostw drewnianych i 56 murowanych, szkody oszacowano na około 270 tys. zł[1].

W samym Krakowie straty z tytułu zniszczonych szyb wystawowych i okiennych oszacowano na około 1 mln zł.
Na łamach „Polski Zbrojnej” opisano uszkodzenia w krakowskich obiektach sakralnych: kościele O.O. Dominikanów, kościele O.O. Misjonarzy na Kleparzu, kościele O.O. Misjonarzy na Stradomiu, klasztorze urszulanek, kościele O.O. Reformatorów, kościele św. Anny, kościele O.O. Pijarów, kościele O.O. Misjonarzy na Nowej Wsi, katedrze wawelskiej oraz w ówczesnym gmachu Biblioteki Jagiellońskiej.
Przyczynę eksplozji ustalił na miejscu zdarzenia prof. dr Leon Marchlewski.
O godz. 17 Rada Ministrów na nadzwyczajnym posiedzeniu postanowiła asygnować kwotę 500 tys. zł na doraźną pomoc poszkodowanym. Następnego dnia pieniądze zostały przekazane do dyspozycji wojewody krakowskiego Ludwika Darowskiego.
W poniedziałek 6 czerwca na miejsce katastrofy przybył wicepremier Kazimierz Bartel, który następnie przewodniczył konferencji w Urzędzie Wojewódzkim poświęconej doraźnej pomocy poszkodowanym w katastrofie.
7 czerwca do Krakowa przyjechał I wiceminister spraw wojskowych i szef Administracji Armii gen. dyw. Daniel Konarzewski, któremu towarzyszył szef Departamentu Uzbrojenia MSWojsk. płk Kazimierz Kieszniewski. Pod kierownictwem gen. Konarzewskiego opracowano zarządzenia „rozdrobnienia magazynów amunicyjnych i rozrzuceniu ich w szerokim promieniu aby na przyszłość odsunąć od Krakowa podobne niebezpieczeństwo”.
Katastrofa w Witkowicach była trzecim tego rodzaju zdarzeniem w Krakowie w ciągu 15 lat. W 1912 roku miała miejsce eksplozja w prochowni w Woli Duchackiej, a w czasie I wojny światowej eksplozja amunicji artyleryjskiej w Mogile.
11 czerwca w zachodnim wale otaczającym pierwszy magazyn odkopano zwłoki kanoniera Józefa Wawry. 14 czerwca żołnierza pochowano z honorami oficerskimi na cmentarzu wojskowym przy ul. Prandoty w Krakowie (kwatera 3, rząd 2, miejsce 18).
28 września 1929 roku Prezes Rady Ministrów nadał po raz pierwszy:
- Srebrny Krzyż Zasługi kpr. Janowi Nierządowi i pośmiertnie kan. Józefowi Wawrze,
- Brązowy Krzyż Zasługi kanonierom: Antoniemu Kolorusowi, Karolowi Kreisowi, Janowi Liberowi, Piotrowi Pęgielowi i Stanisławowi Wolnemu[10].

Wymienieni wyżej kanonierzy zostali odznaczeni za „wzorowe, z narażeniem życia spełnienie obowiązku żołnierskiego podczas wybuchu magazynu amunicyjnego”.

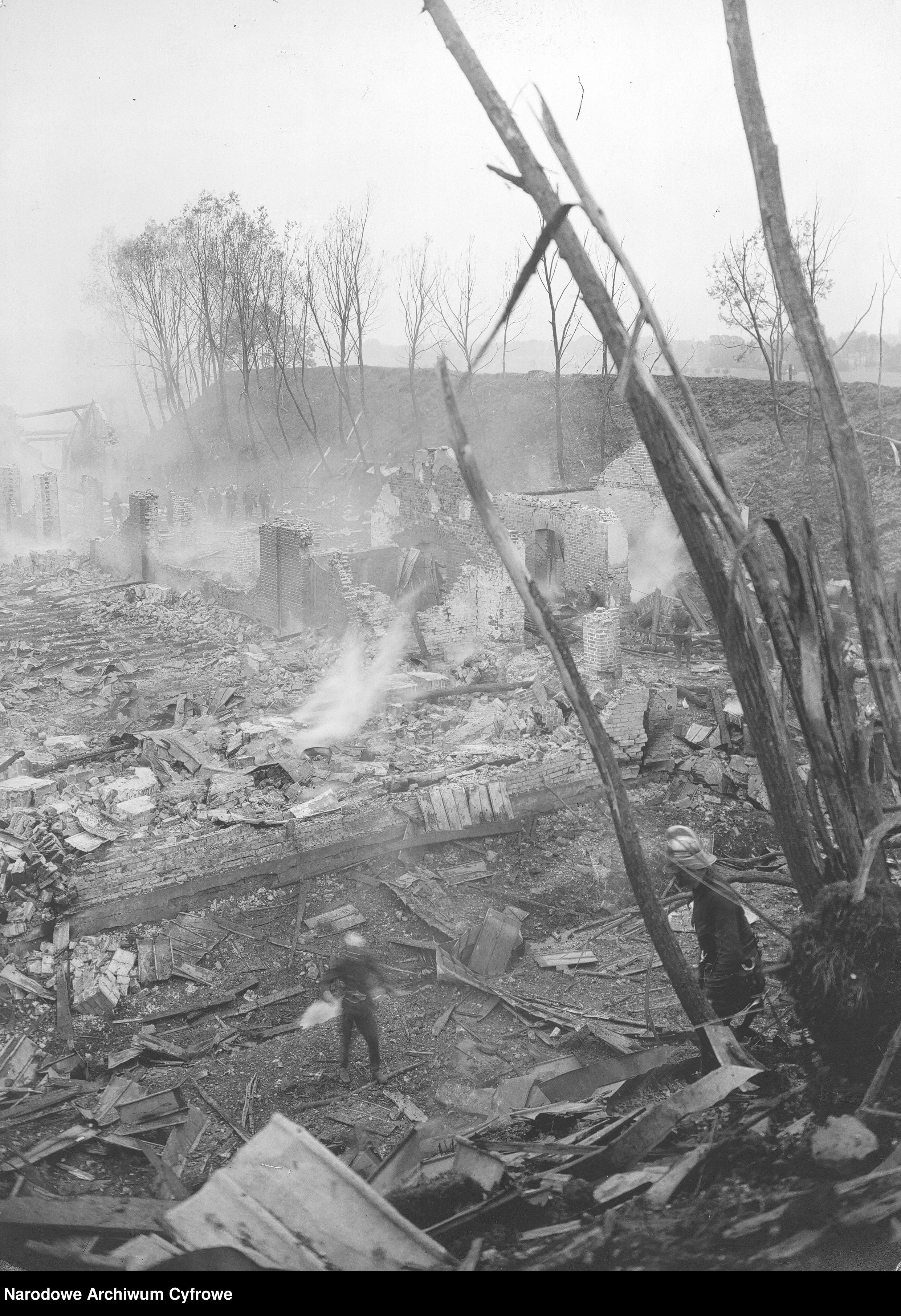
Strażacy na miejscu katastrofy
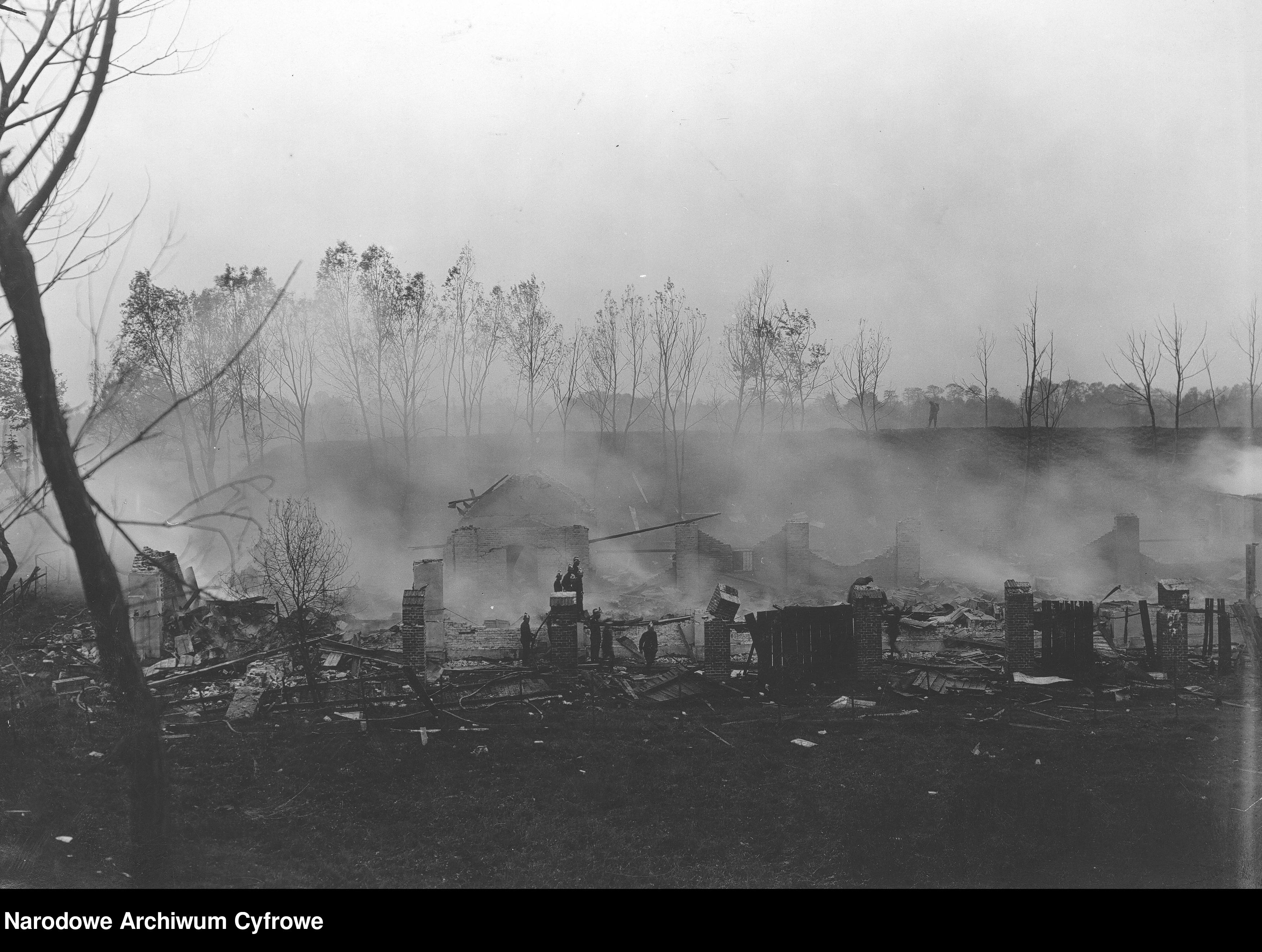
Strażacy na miejscu katastrofy
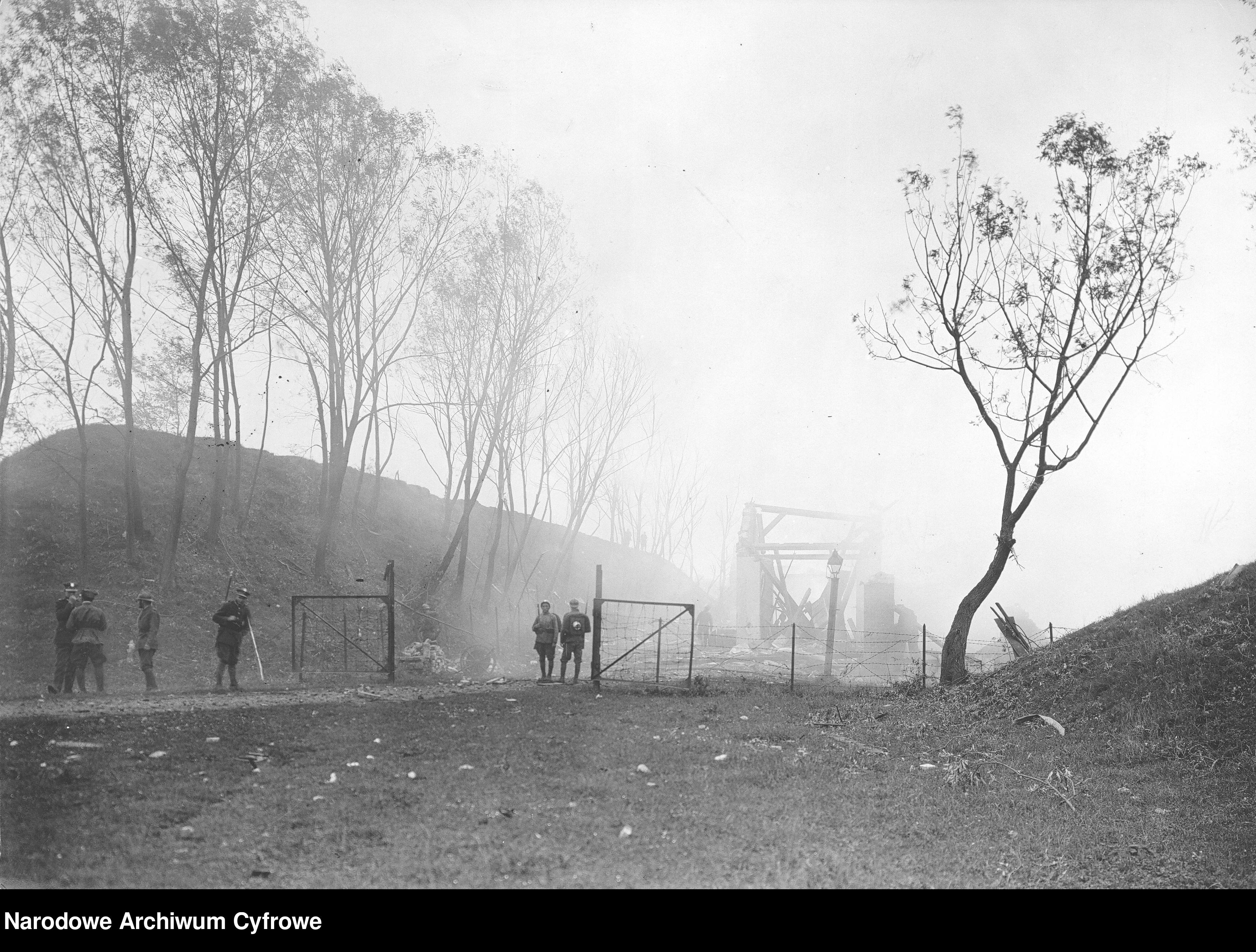
Wartownicy przy bramie wjazdowej do jednego ze zniszczonych magazynów
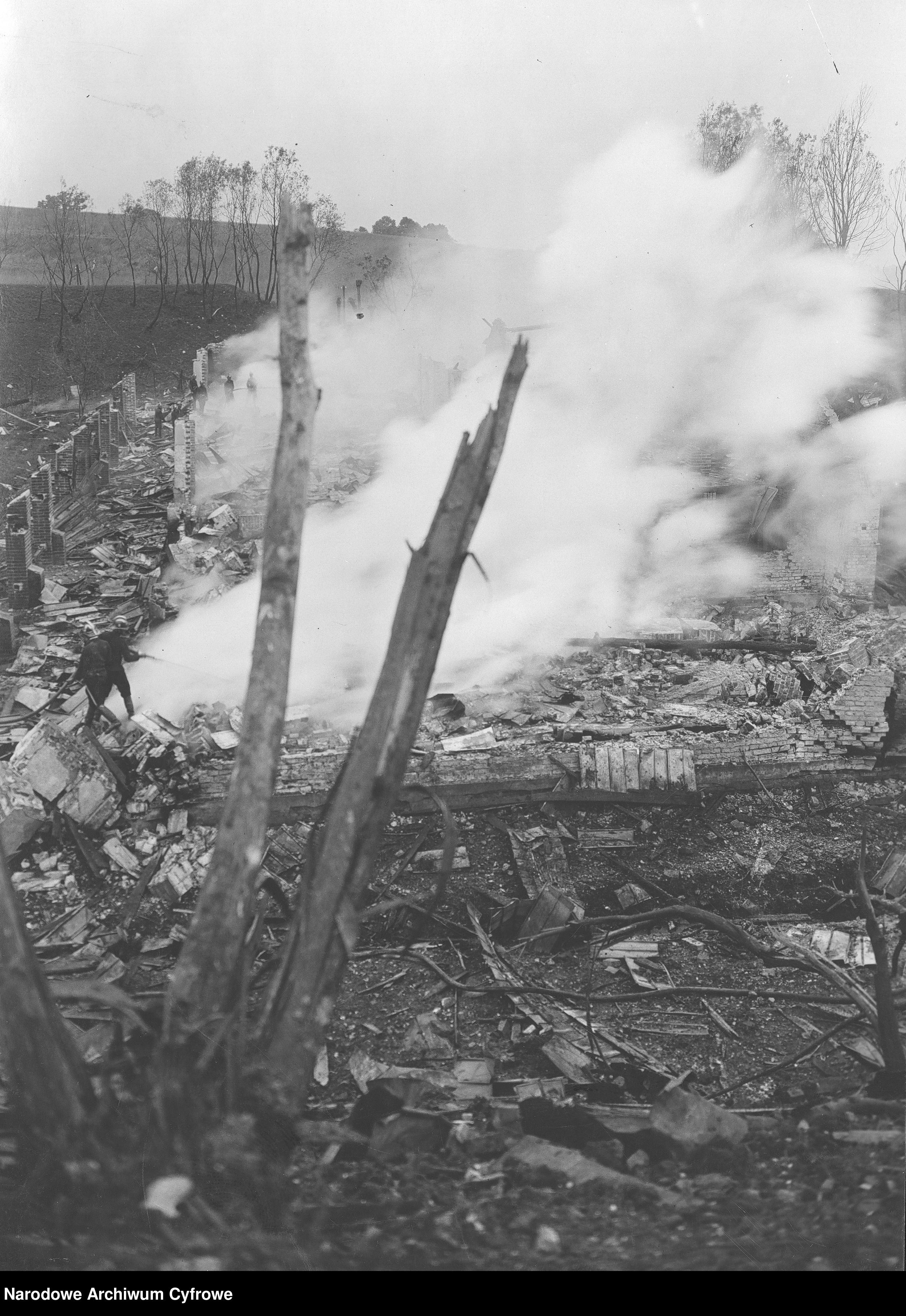
Strażacy na pogorzelisku